# جيمس ستيفنز (سياسي)
جيمس ستيفنز (بالإنجليزية: James Stephens)‏ هو سياسي أسترالي، ولد في 25 نوفمبر 1881، وتوفي في 22 يونيو 1962. حزبياً، نشط في حزب العمال الأسترالي (فرع جنوب أستراليا) ‏. وقد انتخب عضو مجلس النواب جنوب أستراليا من الجمعية عن دائرة Electoral district of Port Adelaide ‏ وقد انضم خلال فترته النيابية (8 أبريل 1933 – 6 مارس 1959) للكتلة البرلمانية حزب العمال الأسترالي (فرع جنوب أستراليا) ‏.